# Keita Sugimoto
Keita Sugimoto (杉本 恵太, Sugimoto Keita) est un footballeur japonais né le 13 juin 1982. Il est attaquant.

## Palmarès
- Champion du Japon en 2010 avec le Nagoya Grampus
- Finaliste de la Coupe du Japon en 2009 avec le Nagoya Grampus